# Płoszczad´ Marksa
Płoszczad´ Marksa (ros. Площадь Маркса) – jedna ze stacji linii Leninskiej, znajdującego się w Nowosybirsku systemu metra. Ostatnia stacja metra otwarta w Związku Radzieckim przed jego rozpadem.

## Charakterystyka
Stacja Płoszczad´ Marksa położona jest na terenie rejonu lenińskiego. Jest to jedna z najmłodszych stacji w sieci nowosybirskiej kolei podziemnej. Prace przygotowawcze na terenie, który zajmuje obecna stacja rozpoczęły się w 1985 roku, a następnego roku budowa została oficjalnie rozpoczęta. Kryzys jaki wstrząsnął krajem pod koniec lat osiemdziesiątych i dziewięćdziesiątych sprawił, że budowa zaczęła się opóźniać. Robotnicy narzekali na brak materiałów budowlanych oraz braki w zaopatrzeniu. Do wiosny 1991 roku mimo wielu trudności prace były w zasadzie ukończone. Uroczyste otwarcie stacji Płoszczad´ Marksa nastąpiło 26 lipca 1991 roku. Jak się później okazało była to ostatnia stacja metra oddana do użytku w Związku Radzieckim. Kilka miesięcy później państwo sowieckie przestało istnieć. Najprawdopodobniej z powodu trudności jakie nastąpiły przy jej budowie, nie jest ona już tak bogato zdobiona jak inne stacje nowosybirskiego metra. 
Jej wystrój jest dość skromny, oświetlony trzema rzędami umieszczonych na suficie fluorescencyjnych lamp. Stacja położona jest u zbiegu ważnych arterii komunikacyjnych w części Nowosybirska położonej na lewym brzegu rzeki Ob. W pracach wykończeniowych użyto czerwonego granitu. Z powodu kryzysu jaki zapanował w ostatniej fazie istnienia Związku Radzieckiego stacja wykonana jest w sposób niestaranny, z wieloma błędami i niedoróbkami. Stacja Płoszczad´ Marksa obsługuje dziennie powyżej 30 tysięcy pasażerów korzystających z usług Nowosybirskiego Metra.